# باقر أباد (هير أردبيل)
باقر أباد (بالفارسية: بقرآباد) هي منطقة سكنية تقع في إيران في قسم هير الريفي. يقدر عدد سكانها بـ 838 نسمة .